# Gefleckter Schützenfisch

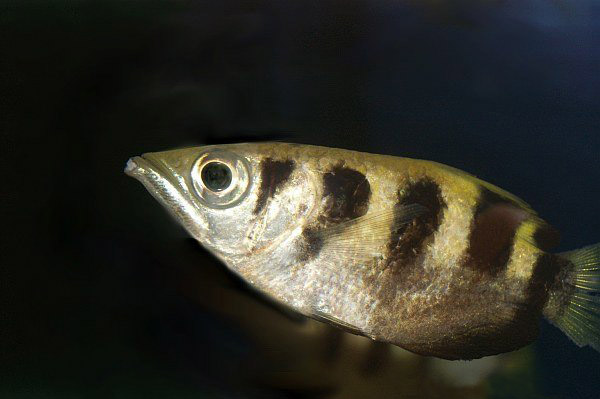
Jungfisch

Der Gefleckte Schützenfisch (Toxotes chatareus) ist ein Brackwasserfisch der in Südasien und Ozeanien von Sri Lanka und Indien bis Neuguinea und Nordaustralien vorkommt.

## Merkmale
Er erreicht eine Maximallänge von 40 cm, bleibt für gewöhnlich aber bei einer Länge von 25 cm, und ist dem gewöhnlichen Schützenfisch (T. jaculatrix) sehr ähnlich. Im Unterschied zu diesem hat er aber fünf Rückenflossenstacheln (vier bei T. jaculatrix) und auf der oberen Hälfte der Körperseiten eine Reihe unterschiedlich großer, dunkler Flecken. Jungfische beider Arten sehen gleich aus und besitzen eine Querbindenzeichnung. Mit zunehmendem Alter werden die Querbinden bei T. chatareus zu Flecken reduziert und zwischen ihnen erscheinen kleinere Flecken.
- Flossenformel: Dorsale V–VI/12–13, Anale III/15–17, Ventrale I/5.
- Schuppenformel: mLR 33–34, QR 5/11–13.

## Ökologie
Der Gefleckte Schützenfisch lebt vor allem in brackigen Mangroven und Flussmündungen, geht aber auch in Süßwasserzonen. Meist hält er sich unter überhängender Ufervegetation auf und ernährt sich von kleinen Fischen, Krebstieren und Insekten. Die Nahrung wird immer von oder in der Nähe der Wasseroberfläche aufgenommen. Er kann Insekten bis zu einer Entfernung von 1,5 m durch einen Wasserstrahl von ihrem Sitz spucken. Die Fische sind sehr fruchtbar, ein Weibchen legt zwischen 20.000 und 150.000 Eier, die einen Durchmesser von 0,4 mm haben. Sie pflanzen sich in der Regenzeit sowohl im Brackwasser als auch im Süßwasser fort.